# Závrat'
Závrat' è un film del 1963, diretto da Karel Kachyňa. 

## Trama
Martin gestisce, insieme alla figlia sedicenne Božka, una locanda dove è alloggiata una squadra di lavoratori addetti ad una prospezione mineraria nelle vicinanze. Božka si è invaghita di uno di essi, Gába, che non si accorge delle attenzioni della ragazza, anche perché impegnato costantemente in relazioni amorose "illecite" e temporanee nella vicina cittadina.
Un giorno tre uomini, verosimilmente mariti traditi che hanno scoperto le tresche di Gába, si presentano alla locanda e aggrediscono Gába, distruggendo, nella rissa, parte degli arredi del locale. Martin non può far altro che estromettere, almeno temporaneamente, Gába dal suo albergo. È solo quando, in quest'occasione, si rende conto del soccorso e della solidarietà che Božka gli sta portando, che Gába pare prendere in considerazione la giovane. Ed in effetti nasce un primo timido approccio fra i due.
Gába tenta in seguito di riavvicinare la giovane, ritenendo probabilmente di poter trattare con lei nello stesso modo in cui si è in precedenza posto nei confronti delle sue amanti; ma Božka, il cui sentimento è di altro tipo, si nega.
Altri ragazzi, più vicini a Božka nell'età, le sono amici, e magari spasimanti. Quando Gába vede uno di essi ad una festa danzante con lei, pare convincersi ad abbandonare i suoi tentativi di approcciarsi alla locandiera, e riprende i suoi abitudinari amori passeggeri.
Una sera, però, inaspettatamente, Božka si fa trovare nella camera di Gába. Quest'ultimo, preso alla sprovvista e tendenzialmente disilluso, la fa semplicemente uscire.
Il mattino dopo Gába, al risveglio, nota che Martin e gli occupanti della locanda sono assenti: sono tutti andati alla stazione a salutare Božka, che sta partendo per Praga per motivi di studio. Gába si affretta verso la stazione, ma arriva troppo tardi: il treno è partito, o, in altri termini, Gába ha perso il treno.